# Asota concinnula
Asota concinnula là một loài bướm đêm thuộc họ Erebidae. Nó được tìm thấy ở Zaire.